# 挤压综合征
挤压综合征（crush syndrome），是指大范围的肌肉受到挤压伤害，因為組織的壞死，會由壞死的組織中釋出肌紅素（myoglobin）、蛋白、鉀等有毒物質進入血液循環系統，造成血液动力不稳定性休克、高血钾症、代谢性酸血症、急性肾衰竭。若有躯干挤压合并腹部创伤，则死亡率更高。挤压综合征的案例多发生在地震或战争等灾难中。
挤压伤在野战医学和地震医学中给医护人员提出了一些最大的挑战，并且可能需要医生对受伤部位的持续关注，必须对受伤者进行适当的生理准备。有可能在不截肢的情况下救出病人；但是，在极端情况下可能需要进行现场截肢。

## 病理生理学
日本医师皆見省吾于1923年首次报道了挤压综合征。他研究了三名在第一次世界大战中因肾功能衰竭死亡的士兵的病理学。后来，英国医生埃里克·拜沃特斯在 1941 年伦敦大轰炸期间亦描述了该综合征。
挤压导致的肾脏实质的急性退行性变性主要原因是急性自身中毒，表现为血红蛋白尿、血细胞增多并伴有肾高铁血红蛋白梗塞。这些全身效应是由创伤性横纹肌溶解引起的。当肌肉细胞死亡时，它们会吸收钠、水和钙；横纹肌溶解释放钾、肌红蛋白、磷酸盐、促凝血酶原激酶、肌酸和肌酸激酶，亦有可能造成高血钾症导致心脏骤停。
最具破坏性的全身影响可能发生在没有对病人进行适当准备的情况下突然释放挤压压力，造成 "再灌注综合症"。除了直接受到挤压影响的组织之外，组织还要在四肢进行突然的复氧。如果没有适当的准备，病人在疼痛控制下，可能在治疗时情绪高涨，但在不久就会死亡。这种突然的变化被称为“微笑死亡”。
如果损伤不及时治疗，挤压综合征可以直接由腔室症候群诱发。症状包括疼痛、苍白、感觉异常、麻痹和无脉。

## 治疗
由于肌肉溶解是一种坏死，因此没有特异性的治疗选择可以消除挤压综合征中横纹肌溶解的影响和损害。然而，可以通过早期且迅速的预防行动来降低更多并发症的发生。在挤压综合征的治疗中，最终需要血液透析和血浆置换等血液净化疗法。但是，由于血液净化疗法需要极其丰富的医疗资源，所以在灾难医疗领域是最后手段。轻度至中度症状的患者治疗的要点是通过给患者补液来预防肾功能衰竭，还需要使尿液具有更碱性的 pH 值（尿液碱化）以纠正酸中毒，同时预防高血钾，必要时进行血液净化治疗。